# 이우근
이우근(李宇根, 1948년 ~ )은 대한민국의 법조인이다. 서울행정법원장과 서울중앙지방법원장 등을 역임했다.

## 생애
1948년 평안북도 룡천군에서 태어난 이우근은 경기고등학교와 서울대학교 법학과를 졸업하고 1972년 제14회 사법시험에 합격했다. 군 법무관을 마치고 1979년 [[청주지방법원[[ 판사에 임용되어 1980년 수원지방법원, 1982년 서울지방법원 남부지원, 1984년 서울민사지방법원, 1985년 서울고등법원에서 판사를 하다가 1989년 대법원 재판연구관을 거쳐 1990년에 청주지방법원 부장판사에 임명되어 1992년 수원지방법원, 1993년 서울지방법원, 1996년 대구고등법원, 1999년 서울고등법원에서 부장판사를 하였으며 2004년에 서울고등법원 수석부장판사가 되었다가 2004년에 법원장으로 승진하여 춘천지방법원, 인천지방법원, 서울행정법원, 서울중앙지방법원에서 법원장을 하다가 2006년 8월에 사직하여 법무법인 한승 대표변호사가 되었다. 2007년 6월에는 예술의 전당 이사에 선임되었다.
이우근은 서울중앙지방법원장을 마지막으로 법원을 떠나면서 법원 내부 통신망에 '부패의 향기'라는 제목으로 "치열한 자성을 통해 새로운 인격으로 태어나는 출산의 고통 없이 올곧은 자정은 불가능하다"며 "부패는 악취가 아니라 향기를 풍기며 다가온다. 부패의 유혹은 강력한 힘으로 이성을 제압하고 도덕성을 무력화한다"고 말했다.

## 주요 판결
- 서울지방법원 남부지원 판사로 재직하던 1983년 3월 4일에 원풍모방 노조 사무실에서 작업중이던 80여명의 노조원들에게 작업을 거부하고 파업을 하도록 선동한 혐의로 구속된 원풍모방 전 노조 부조합장과 신용협동조합 이사장에게 노동쟁의조정법 위반죄를 적용해 징역1년과 징역10월을 각각 선고했다.[2] 7월 23일에 서울대 교정에서 유인물을 뿌리고 교내 시위를 주도한 학생 4명에게 집시법위반죄를 적용해 징역2년6월~1년6월을 선고했다.[3]
- 청주지방법원 형사합의부 재판장으로 재직하던 1990년 11월 6일에 탈세와 부동산 투기로 구속된 청주 리라병원 이사장 나정복에게 국토이용관리법과 특정경제범죄가중처벌법 등을 적용해 징역2년6월 벌금14억원을 선고했다.
- 수원지방법원 형사합의12부 재판장으로 재직하던 1992년 12월 29일에 1991년 4월 경신건설이 신축한 경신아파트에 하자가 생겨 분양 승인이 되지 않자 "빨리 일을 처리해달라"는 부탁과 함께 1천만원을 받아 구속된 시흥시 개발국장 목진홍에게 수뢰액이 1천만원 이상 5천만원 미만인 때에는 5년 이상의 유기징역에 처하는[4] 특가법 뇌물죄를 적용해 징역2년6월 추징금1천만원을 선고했다.[5]
- 수원지방법원 민사6부 재판장으로 재직하던 1993년 9월 1일에 "한국마사회 직원의 승부조작으로 돈을 잃었다"며 제기한 손해배상청구소송에서 "일부 직원의 승부조작이 경마 전체의 승부에 영향을 미쳤다고 볼 수 없다"며 원고패소 판결했다.[6]
- 서울지방법원 남부지원 민사5부 재판장으로 재직하던 1994년 3월 18일에 작가 홍승연이 SBS를 상대로 TV드라마 일과 사랑에 대한 방영금지 가처분 신청에서 "100회 방영 예정이던 드라마를 20회까지 쓴 뒤 방송사와 불화를 빚어 집필계약 해제 의사를 밝혔다고 하나 서면으로 이뤄진 것이 아니고 즉시 번복했기 때문에 집필계약을 해제하고 작가를 바꾼 것은 위법하다"는 이유로 신청을 받아들였다.[7]
- 서울지방법원 형사항소3부 재판장으로 재직하던 1995년 4월 22일에 북한소설 <용해공들>을 출판해 국가보안법 이적표현물 제작, 배포로 구속되어 1심에서 징역1년 집행유예3년을 선고받은 도서출판 일터 편집부장에게 "김일성을 위대한 수령이라고 하면서 찬양,미화하고 있으나 폭력혁명을 선동하거나 사유재산제 폐지를 주장하는 등 대한민국의 기본질서를 위태롭게 할 위험성이 있다고 보기 어렵다"며 무죄를 선고했다.[8] 11월 3일에 이부영 의원에 대한 국가보안법위반 파기환송심에서 "대법원에서 노동쟁의조정법 위반에 대해 일부 무죄를 인정했을 뿐 나머지 국가보안법위반 등에 대해서는 유죄를 인정했고 이를 뒤집을 새로운 증거가 없다"며 징역1년 집행유예2년을 선고했다.[9] 11월 11일에 충청남도 부여군에서 생포된 남파간첩 김동식과 서울시내 다방 등지에서 접촉하고도 신고하지 않은 국가보안법 불고지죄로 11월 6일 구속되어 구속적부심을 신청한 우상호에게 "이유있다"며 인용하면서 석방하였다. 함께 신청한 이인영과 함운경은 기각했다.[10]
- 대구고등법원 제1형사부 재판장으로 재직하던 1996년 12월 5일에 대한민국 제15대 국회의원 선거에서 향응 등을 제공한 고소사건에 대해 검찰이 불기소처분하자 법원에 청구한 재정신청을 받아들였다.[11]
- 대구고등법원 민사2부 재판장으로 재직하던 1998년 2월 16일에  포항제철과 포항제철이 전액 출자한 산업과학기술연구소를 상대로 퇴직금 청구소송에서 "원고들에게 회사 이동 선택권이 주어졌다"며 원고패소 판결했다. 2월 21일에 포항시 조선내화공업사와 계열사 대주기공을 상대로 통합 정산에 의한 퇴직금을 요구하는 소송에서 "계열사로 옮기는 것에 대해 근로자는 선택권이 없었다"며 "통합 정산에 의한 퇴직금 전액을 지급해야 한다"고 했다.[12]
- 인천지방법원 형사11부 재판장으로 재직하던 1999년 10월 5일에 경기은행장한테 퇴출 저지 청탁과 함께 1억원을 받아 구속된 임창열 경기도지사에게 "받은 돈을 모두 선거자금으로 썻고 이를 모두 반환한점, 민선 도지사로서 수행해야 할 업무가 많은 점, 부부에게 실형을 선고하기가 곤란한 점을 참작했다"며 징역1년 집행유예2년 추징금1억원을 선고하면서 4억원을 받은 부인 주혜란에게 징역1년6월 추징금7천만원을 선고했다.[13]
- 서울고등법원 형사10부 재판장으로 재직하던 2004년 6월에 인터넷 홈페이지를 통한 사전선거 혐의로 1심에서 50만원을 선고받았던 유시민 의원에 대한 항소심에서 "피고인이 개설한 홈페이지를 통해 지지를 호소한 것은 처벌할 수 없고 범죄가 되지 않는다"고 하면서 무죄판결을 했다.[14]

## 저서
- <바보가 그리운 시대>(2007년,2009년)
- <톨레랑스가 필요한 기독교>(2009년)
- <불신앙 고백>(2007년, 2010년)
- <사랑은 왜 낮은 곳에 있는가>(2015년)